# Edukacja w Afryce
Edukacja w Afryce – jedno z najważniejszych wyzwań dla przyszłości kontynentu. Edukację uznaje się za powszechne prawo każdej jednostki oraz za kluczowy element umożliwiający poszczególnym krajom rozwój gospodarczy i społeczny.

## Kontekst
Konstytucja UNESCO (1945) podkreśla, że wszystkie państwa zobowiązują się „zapewnić pełny i równy dostęp do edukacji dla wszystkich”. W 2015 roku, po ponad dekadzie skoncentrowanej na zapewnieniu powszechnego dostępu do edukacji podstawowej, stopniowo nastąpił punkt zwrotny. Umożliwił on większe uwzględnienie kwestii jakości i równości w edukacji według założeń post-Milenijnych Celów Rozwoju.
Wzrost liczby ludności i urbanizacja mają duże znaczenie w kontekście współpracy międzynarodowej oraz wdrażania rozwiązań instytucjonalnych zapewniających odpowiednie i elastyczne możliwości edukacyjne w perspektywie uczenia się przez całe życie. Szacuje się, że odsetek osób starszych w społeczeństwie podwoi się do 2050 roku, a wraz z nim zwiększy się potrzeba dywersyfikowania edukacji i kształcenia dorosłych. Przekształcenie przewidywanego wzrostu liczby ludności w wieku produkcyjnym w Afryce w dywidendę demograficzną będzie wymagało zapewnienia odpowiednich możliwości edukacji i kształcenia przez całe życie.

## Historia
Afryka przedkolonialna składała się z grup etnicznych i państw, które podejmowały migracje w zależności od pory roku, dostępności żyznej gleby i okoliczności politycznych. Dlatego też władza została zdecentralizowana pomiędzy kilkoma państwami w przedkolonialnej Afryce (wiele osób sprawowało jakąś formę władzy, ponieważ władza ta nie była skoncentrowana na konkretnej osobie lub instytucji).. Zwykle prawo danej osoby do ziemi (które było przeważnie nadawane w sposób patriarchalny) daje jej jakąś formę władzy w gospodarstwie domowym i/lub w obrębie jej grupy etnicznej Gospodarstwa domowe były również niezależne ekonomicznie, tak że członkowie gospodarstwa domowego wytwarzali własną żywność, schronienie i bezpieczeństwo Nie było zatem potrzeby formalnie zorganizowanej edukacji w niektórych przedkolonialnych państwach Afryki, ponieważ członkowie każdego gospodarstwa domowego uczyli się umiejętności, wartości, obowiązków, socjalizacji i norm swojej społeczności lub gospodarstwa domowego, obserwując i pomagając starszym członkom gospodarstwa domowego lub społeczności członkowie W królestwach Sahelu w Afryce Zachodniej istniały formalne szkoły organizowane przez państwo Edukacja w wielu przedkolonialnych państwach afrykańskich miała formę praktyk zawodowych, czyli formy edukacji nieformalnej, w ramach której dzieci i/lub młodsi członkowie każdego gospodarstwa domowego uczyli się głównie od starszych członków gospodarstwa domowego, a społeczność. W większości przypadków każdy członek gospodarstwa domowego oprócz poznania wartości, socjalizacji i norm społeczności/plemienia/domu nauczył się więcej niż jednej umiejętności. Niektóre z powszechnych umiejętności, których musieli się nauczyć ludzie w przedkolonialnej Afryce, obejmują taniec, rolnictwo, winiarstwo, gotowanie (głównie kobiety), a w niektórych przypadkach wybrani ludzie uczą się, jak praktykować ziołolecznictwo, jak rzeźbić stołki, jak rzeźbić maski i inne meble. Opowiadanie historii odegrało również znaczącą rolę w edukacji w Afryce przedkolonialnej.[10] Rodzice, inni starsi członkowie gospodarstwa domowego i Grioci używali ustnego opowiadania historii, aby uczyć dzieci o historii, normach i wartościach ich stanu, gospodarstwa domowego i społeczności Dzieci zwykle gromadzą się wokół gawędziarza, który następnie opowiada historie, zwykle używając personifikacji, aby opowiadać historie zachęcające do konformizmu, posłuszeństwa i wartości, takich jak wytrzymałość, uczciwość i inne wartości etyczne, które są ważne dla współpracy w społeczności

### Mobilizacja międzynarodowa
Społeczność międzynarodowa zmobilizowała się w znacznym stopniu na rzecz Edukacji dla wszystkich. Już w 1990 roku, podczas światowej konferencji odbywającej się w Jomtien (Tajlandia), delegenci ze 155 krajów oraz reprezentanci około 150 organizacji podjęli się wspierania rozpowszechnienia nauczania podstawowego, a także dążenia do znacznego zminimalizowania analfabetyzmu do końca ówczesnego dziesięciolecia. Światowe Forum Edukacji, prowadzone dziesięć lat później w Dakarze (Senegal) stanowiło okazję do powtórzenia i wzmocnienia tego zobowiązania dla powszechnego kształcenia podstawowego. Był to wówczas impuls do wpisania edukacji jako kluczowego punktu Milenijnych Celów Rozwoju w 2000 roku, poprzez ambicję kształcenia globalnego i zniesienia nierówności płciowych, szczególnie w edukacji podstawowej i średniej.
W następstwie optymistycznych wyników pod kątem dostępu do edukacji podstawowej, pojawiła się nowa dyskusja odnośnie kontynuacji Milenijnych Celów Rozwoju po początkowo wyznaczonym 2015 roku. Po dłuższym okresie skupienia się na powszechnie dostępnej edukacji podstawowej, od lat 2010’ w debatach zaczęto kłaść nacisk na kwestie jakości i kontinuum edukacyjnego, koncentrując się na kwestiach integracji społecznej, adaptacji do edukacji ponadpodstawowej oraz kształcenia nauczycieli.

### Bogactwo i nierówności
Wskaźniki ubóstwa na świecie zmniejszyły się o połowę pomiędzy rokiem 1990 a 2010. Ten spadek ubóstwa jest w dużej mierze efektem dynamicznych wskaźników wzrostu gospodarczego, widocznego w gospodarkach wschodzących oraz w wielu państwach Afryki, pomimo istnienia kryzysu finansowego i gospodarczego wywołanego na świecie w 2008 roku. Szacuje się, że przyrost klasy średniej w krajach rozwijających się będzie się utrzymywał na stałym poziomie w ciągu najbliższych 20 lat.

### Jakość edukacji
Demokratyzacja edukacji powinna łączyć się z głębokimi przemianami systemów szkolnictwa. Wzrost liczby uczniów wiąże się z ryzykiem pojawienia się negatywnego wpływu na jakość prowadzonego nauczania. W konsekwencji, według Światowego raportu z monitoringu programu „Edukacja dla wszystkich” z 2010 roku, „miliony dzieci opuszcza szkołę nie zdobywając podstawowych kompetencji, w niektórych krajach Afryki Subsaharyjskiej, prawdopodobieństwo występowania analfabetyzmu wśród młodych dorosłych po pięciu latach uczęszczania do szkoły wynosi 40%. Programy szkolenia nauczycieli nie są powszechnie w stanie odpowiedzieć na potrzeby ilościowe i jakościowe kształcenia. W Czadzie, na przykład, jedynie 35,5% nauczycieli posiada uprawnienia nauczycielskie. W celu realizacji polityki powszechnej edukacji podstawowej oraz usprawnienia u dzieci umiejętności przyjmowania wiedzy dla dalszego autonomicznego rozwoju, państwa powinny wzmocnić kompetencje początkujących nauczycieli i stażystów.

## Powszechne szkolnictwo podstawowe

### Postęp w kształceniu podstawowym
W pierwszych latach po Forum w Dakarze, wysiłki rządów w kwestii Edukacji dla wszystkich przyniosły spektakularne efekty w Afryce Subsaharyjskiej. Największy postęp dokonał się pod względem dostępu do edukacji podstawowej, który to stanowił absolutny priorytet rządów. I tak w Afryce Subsaharyjskiej liczba uczniów uczęszczających do szkół podstawowych zwiększyła się z 82 milionów w 1999 roku do 136,4 miliona w roku 2011. W Nigrze na przykład liczba dzieci rozpoczynających naukę w szkole wzrosła ponad trzyipółkrotnie pomiędzy 1999 a 2011 rokiem. W tym samym czasie w Etiopii ponad 8,5 miliona dzieci więcej zostało przyjętych do szkół podstawowych. W efekcie wskaźnik skolaryzacji netto w szkołach podstawowych wzrósł o 19 punktów w ciągu 12 lat; z 58% w 1999 do 77% w 2011 roku. Jednak pomimo znacznych wysiłków, ostatnie dane Instytutu statystycznego UNESCO pokazują, że w 2012 roku wciąż 57,8 miliona dzieci nie uczęszczało do szkoły, z czego 29,6 miliona w samej Afryce Subsaharyjskiej, gdzie liczba ta od wielu lat utrzymuje się na podobnym poziomie. Istnieje ponadto wiele wyzwań, którym trzeba sprostać, aby nieustannie zapewniać uczniom możliwość kształcenia.

### „Wyzwanie nauczycieli”
Demokratyzacja edukacji oraz wzrost demograficzny wiążą się nierozerwalnie z większym zapotrzebowaniem na nauczycieli.
W 2009 roku w samej Afryce Subsaharyjskiej zapotrzebowanie na nauczycieli wynosiło powyżej 55%, co daje liczbę 1 115 000 nauczycieli. Zapotrzebowanie na zatrudnienia w zawodzie nauczyciela wynosiło około 350 000 w ciągu roku.
Oprócz wyzwań związanych z zatrudnieniem, pojawia się również kwestia kształcenia nauczycieli, co stanowi czynnik niezbędny dla edukacji na wysokim poziomie, przyczyniającej się do dobrego przyswajania wiedzy wśród uczniów. Biorąc pod uwagę nacisk budżetowy, jaki wiąże się z zapotrzebowaniem na nauczyciel, rządy zostały zmuszone do zastanowienia się nad swoją polityką zatrudniania, kształcenia i wynagradzania nauczycieli. Kompromisy są jeszcze trudniejsze do osiągnięcia w sytuacji, gdy liczne narody afrykańskie, szczególnie frankofońskie, uległy wpływom systemów szkolnictwa obowiązujących w czasach kolonialnych, kiedy status oraz wynagrodzenie nauczycieli były regulowane przez politykę ówczesnych metropolii.
Funkcjonowanie i jakość systemów szkolnictwa mogłyby zostać ulepszone dzięki rozwiązaniu problemu absencji nauczycieli oraz zwiększenie czasu rzeczywiście przeznaczonego na naukę szkolną. Średnia liczba godzin efektywnie prowadzonych zajęć dla uczniów w Afryce Subsaharyjskiej jest w rzeczywistości znacząco mniejsza w porównaniu do średniej światowej (700 godzin rocznie na pierwszym i drugim roku nauki; 750 godzin na 3 roku, i 810 godzin na 6 roku), średnio przynosząc 200 do 300 straconych godzin w stosunku do oficjalnego harmonogramu.
Według badań przeprowadzonych przez SACMEQ i PASEC, wiele szkół afrykańskich nie jest w stanie przystosować się do czasu oficjalnie przeznaczonego na naukę podczas roku szkolnego, z powodu późnego przydzielania nauczycieli do grup, absencji, znaczącej rotacji miejsc pracy oraz czasu przeznaczonego na zadania administracyjne. Sytuacja ta jest szczególnie widoczna na terenach wiejskich oraz w krajach, w których zapotrzebowanie na nauczycieli jest największe.
Równy dostęp do edukacji dla obu płci jest wciąż daleki do osiągnięcia w Afryce Subsaharyjskiej, gdzie 54% wszystkich dzieci nieuczęszczających do szkoły stanowią dziewczynki, a ponad 60% populacji niepiśmiennej to kobiety. Statystyki te dotyczą zarówno uczniów, jak i nauczycieli, z kolei ci ostatni nie są wystarczająco reprezentatywną grupą w przeprowadzonych badaniach. Pośród 17 państw z najsłabszym wskaźnikiem parytetu płciowego w kształceniu podstawowym w 2010 roku, 12 znajdowało się w Afryce Subsaharyjskiej. Poza tym, chociaż region ten od 1999 roku jest w trakcie ciągłego postępu w kwestii równości płci w kształceniu podstawowym, sytuacja pozostaje niemal niezmienna w przypadku szkolnictwa średniego. Dysproporcje pomiędzy poszczególnymi państwami również są znaczne. Burundi, Gambia, Ghana i Uganda osiągnęły parytety płciowe pomiędzy 1990 a 2010 rokiem, Etiopia i Senegal z kolei zrobiły znaczne postępy od 2005 roku.
Z drugiej strony, dysproporcje płciowe w edukacji są widoczne w Angoli oraz Erytrei. Dziewczęta w tych państwach kształcą się krócej niż chłopcy (ze średnią długością edukacji 8,7 roku, podczas gdy dla chłopców jest to 9,9 roku). Dysproporcja pomiędzy czasem kształcenia dziewcząt z najbiedniejszych rodzin na wsi, a chłopców z najzamożniejszych rodzin miejskich wręcz zwiększyła się pomiędzy 2000 a 2010 rokiem, wynosi aż 6,9 w stosunku do 8,3 roku. Główną przyczyną tej dysproporcji jest przede wszystkim częste nakłanianie dziewcząt do porzucania szkoły w celu zajęcia się domem i rodziną, lub też do przedwczesnego małżeństwa. Oprócz tego, brak toalet dla dziewcząt lub ich nieodpowiednie warunki również stanowią dla wielu z nich powód rezygnacji ze szkoły. Jedna na dziesięć dziewcząt w Afryce nie uczęszcza do szkoły podczas okresu menstruacyjnego.
Poza problemem alfabetyzacji i dostępu do edukacji, dziewczynki rzadko są traktowane na równi z chłopcami wśród kadry nauczycielskiej. Raport Edukacji dla Wszystkich z 2008 roku ujawnia bowiem wyniki badania przeprowadzonego w wiejskich szkołach w Kenii, Malawi i Rwandzie, według którego nauczyciele mają tendencję do bycia mniej wymagającymi wobec dziewczynek.
Wizje społeczeństwa przekazywane przez szkołę, oraz za pośrednictwem pomocy dydaktycznych, również odgrywają istotne znaczenie: oprócz uprzedzeń ze względu na płeć, drugie badanie przeprowadzone w Kamerunie, Wybrzeżu Kości Słoniowej oraz Togo, przekazane w raporcie UNESCO, rzuciło uwagę na fakt, iż książki do matematyki zawierały średnio proporcję postaci żeńskich o 30% mniejszą w stosunku do postaci męskich.